# Полежаевский
Полежаевский — посёлок в Новохопёрском районе Воронежской области России.
Входит в состав Михайловского сельского поселения.
Население — 444 человека (2010 год).

## География

### Улицы
- ул. Дорожная
- ул. Заречная
- ул. Луговая
- ул. Молодёжная
- ул. Центральная

## Инфраструктура
В поселке имеется Полежаевская основная общеобразовательная школа.